# Dansk Etnografisk Forening
Dansk Etnografisk Forening er en dansk forening, for personer der interesserer sig for etnografi og antropologi..
Foreningen udgiver tidsskriftet Jordens Folk, hvor fagfolk formidler viden om andre folkeslag og fremmede kulturer. Derudover søger foreningen ved debat og kritisk formidling at bidrage med faglige kommentarer og give en etnografisk indfaldsvinkel til den generelle kultur- og samfundsudvikling.